# Sabine Maasen
Sabine Maasen (* 15. Oktober 1960) ist eine deutsche Soziologin.

## Leben
Sabine Maasen studierte Soziologie, Linguistik und Psychologie an der Universität Bielefeld. Sie war von 1988 bis 1994 wissenschaftliche Assistentin am Zentrum für interdisziplinäre Forschung in Bielefeld und von 1994 bis 2001 Forschungskoordinatorin am Max-Planck-Institut für psychologische Forschung in München. Nach der Promotion 1996 im Fach Soziologie und der Habilitation 2001 folgte sie 2001 dem Ruf auf eine Professur für Wissenschaftsforschung/Wissenschaftssoziologie an der Universität Basel. Von 2013 bis 2020 hatte sie den Friedrich Schiedel-Stiftungslehrstuhl für Wissenschaftssoziologie an der TU München inne und war Direktorin des Munich Center for Technology in Society (MCTS). Seit 2013 ist sie ordentliches Mitglied von acatech Deutsche Akademie der Technikwissenschaften und seit 2017 Mitglied der Wissenschaftlichen Kommission im Wissenschaftsrat. Darüber hinaus ist sie Mitglied der Wissenschaftlichen Kommission Niedersachsen, des Beirats der Österreichischen Akademie der Wissenschaften am Institut für Technikfolgen-Abschätzung in Wien, des Beirats des Zentrums für Interdisziplinäre Forschung in Bielefeld sowie des Beirats des International Centre for Higher Education Research (INCHER) in Kassel.
Seit November 2020 ist sie Professorin für Wissenschafts- und Innovationsforschung und Direktorin der im Januar 2021 neu gegründeten TransferAgentur der Universität Hamburg.
Ihre Forschungsschwerpunkte sind interdisziplinäre und transversale Technowissenschaften, soziotechnische Arrangements von Gehirn, Selbst und Gesellschaft, soziologische (Bild-)Diskursanalyse, Metaphernanalyse, Wissenschaftssoziologie und Wissenschaftsmanagement.
2024 wurde Maasen zum Mitglied der Berlin-Brandenburgischen Akademie der Wissenschaften gewählt.

## Schriften (Auswahl)
- Sabine Maasen, Jan-Hendrik Passoth (Hrsg.): Soziologie des Digitalen – Digitale Soziologie? Soziale Welt Sonderband 23. Baden-Baden 2020. ISBN 978-3-8487-5323-9.
- Sabine Maasen, Sascha Dickel, Christoph Schneider (Hrsg.): TechnoScienceSociety. Technological Reconfigurations of Science and Society. Sociology of the Sciences Yearbook. Springer, Wiesbaden 2020, ISBN 978-3030439644.
- Eckhard Frick, Andreas Hamburger, Sabine Maasen (Hrsg.): Psychoanalyse in technischer Gesellschaft. Streitbare Thesen. Vandenhoeck & Ruprecht, Göttingen 2019, ISBN 9783666403873.
- Sabine Maasen, Harald Atmanspacher (Hrsg.): Reproducibility: Principles, Problems, Practices, and Prospects. A Handbook. Wiley Publishers, New York 2016, ISBN 9781118864975.
- Sabine Maasen, Mario Kaiser, Martin Reinhart, Barbara Sutter (Hrsg.): Handbuch Wissenschaftssoziologie. Springer VS, Wiesbaden 2012, ISBN 978-3-531-17443-3.
- Sabine Maasen, Mario Kaiser, Monika Kurath, Christoph Rehmann-Sutter (Hrsg.): Governing Future Technologies. Nanotechnology and the Rise of an Assessment Regime. Sociology of the Sciences Yearbook Band 27. Springer, Dordrecht 2009, ISBN 978-90-481-2833-4.
- Gut ist nicht gut genug. Selbstmanagement und Selbstoptimierung als Zwang und Erlösung. Hamburg 2012, ISBN 978-3-86774-230-6.
- Wissenssoziologie. Bielefeld 2009, ISBN 3-89942-421-2.
- Sabine Maasen, Barbara Sutter (Hrsg.): On Willing Selves. Neoliberal Politics vis-à-vis the Neuroscientific Challenge. Palgrave Macmillan, Basingstoke 2007, ISBN 978-1-349-28472-6.
- Genealogie der Unmoral. Zur Therapeutisierung sexueller Selbste. Frankfurt am Main 1998, ISBN 3-518-28939-X.
- Vom Beichtstuhl zur psychotherapeutischen Praxis. Zur Therapeutisierung der Sexualität. Bielefeld 1988, ISBN 3-89370-122-2.